# Pointguard

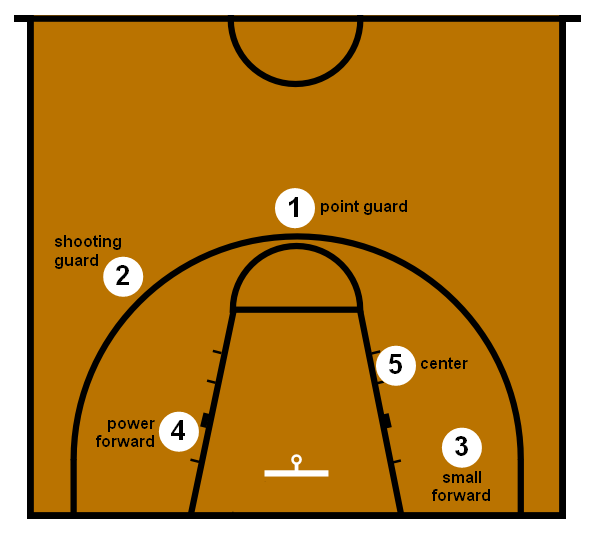
Standaard-spelposities in basketbal
1. pointguard
2. shooting guard
3. small forward
4. power forward
5. center

Pointguard (afkorting PG, ook wel de 'nummer 1-positie' genoemd) is een standaard-spelpositie bij basketbal. De speler die als pointguard fungeert, moet de bal opbrengen en het spel leiden.
De pointguard wordt over het algemeen de belangrijkste positie in het basketbal bevonden.
Een goede pointguard beschikt over een goede balvaardigheid, een goede pass en een goed schot en, het meest belangrijke van alles, een goed spelinzicht. De meeste spelers op de pointguard-positie zijn (in verhouding tot de rest van de spelers) eerder klein van gestalte. Dat komt doordat ze niet vaak onder de ring een man-tegen-mansituatie moeten uitspelen tegen grote, zwaardere spelers.

## Bekende pointguards
Enkele bekende pointguards zijn:
- Julie Allemand
- Pete Maravich
- Stephen Curry
- Teresa Edwards
- Gary Payton
- Magic Johnson
- Russell Westbrook
- Tony Parker
- Chris Paul
- Chauncey Billups
- Jason Kidd
- Isiah Thomas
- Allen Iverson
- John Stockton
- Steve Nash
- Derrick Rose
- Jeremy Lin
- Rajon Rondo
- Kyrie Irving
- Damian Lillard
- John Wall
- Julie Vanloo